# Pattinaggio artistico a rotelle ai Giochi mondiali 2022 - Programma libero femminile
La gara del programma libero femminile ai Giochi mondiali 2022 si è svolta dal 16 al 17 luglio 2022 a Birmingham.

## Risultati
| Pos | Atleta               | Nazione     | Short program | Long program | Totale |
| --- | -------------------- | ----------- | ------------- | ------------ | ------ |
| 1   | Rebecca Tarlazzi     | Italia      | 79.45         | 114.21       | 193.66 |
| 2   | Andrea Silva Pascual | Spagna      | 62.30         | 101.63       | 163.93 |
| 3   | Carla Escrich        | Spagna      | 62.21         | 98.68        | 160.89 |
| 4   | Micol Zangoli        | Italia      | 56.20         | 85.81        | 142.01 |
| 5   | Bianca Corteze       | Brasile     | 48.05         | 72.19        | 120.24 |
| 6   | Ashley Clifford      | Stati Uniti | 44.89         | 73.96        | 118.85 |
| 7   | Carolina Burwan      | Argentina   | 41.71         | 72.19        | 113.90 |
| 8   | Ludivine Malle       | Francia     | 33.15         | 62.37        | 95.52  |